# Петропавловская волость (Томский уезд)
Петропа́вловская во́лость (также название писалось как Петро-Павловская волость) — административно-территориальная единица, входившая в состав Томского уезда (округа) Томской губернии в 1909—1925 гг.

## Территория в настоящее время
Территория бывшей волости является частью северных земель современного Томского района Томской области (преимущественно — территория ЗАТО Северск). Занимала также часть современного Кривошеинского района.

## Расположение
Волость объединяла окрестные сёла и деревни севернее Томска преимущественно по правобережью рек Томи и Оби. Эти поселения были созданы, в своей основе, переселившимися в Сибирь русскими-староверами.
По литературным источникам, образована с 01.01.1909. В справочной литературе упоминается с 1910 года. Появилась на стыке (на части их земель) Ново-Кусковской, Нелюбинской, Николаевской и Семилуженской волостей Томского уезда. В 1910 году часть староверческих селений вдоль восточной границы волости вошли в состав вновь образуемой Александровской волости.
Волость граничила с волостями Томского уезда.
Окружение волости в 1920 году:
| северо-запад: Николаевская волость                          | север: (таёжный массив до Кетской волости на реке Чулым — вне административная таёжно-болотистая территория) | северо-восток: Ново-Кусковская волость            |
| запад: Богородская и Нелюбинская                            | Петропавловская волость                                                                                      | восток: Ново-Кусковская и Александровская волости |
| юго-запад: Нелюбинская, Зоркальцевская и Эуштинская волости | юг: губернский город Томск                                                                                   | юго-восток: Семилуженская волость                 |

В 1925 году Сибревком осуществляет административную реформу в Зауральской части РСФСР. Губернии, уезды и волости ликвидируются, на месте бывшей Томской губернии создаётся Сибирский край. В его составе образуется Томский округ. Волости или ликвидируются, или преобразуются в более укрупнённые образования — районы (кампания по районированию). В Томском округе формируются, в том числе, городские районы Томска и 2-х пригородных томских сельских районов, ранее являвшихся Петропавловской волостью (Северный район) и Спасской укрупнённой волостью (получит наименование Коларовский район). Районы вскоре переименуют, соответственно, в Первый Томский район и Второй Томский район. В дальнейшем оба эти района составят современный Томский район Томской области.